# Psectra tillyardi
Psectra tillyardi is een insect uit de familie van de bruine gaasvliegen (Hemerobiidae), die tot de orde netvleugeligen (Neuroptera) behoort. 
Psectra tillyardi is voor het eerst wetenschappelijk beschreven door Kimmins in 1940.